# The Psychedelic Furs (album)
The Psychedelic Furs è il primo album in studio del gruppo musicale britannico The Psychedelic Furs, pubblicato nel 1980.

## Tracce

### LP (UK)
Side 1
1. India – 6:21
2. Sister Europe – 5:38
3. Imitation of Christ – 5:28
4. Fall – 2:40
5. Pulse – 2:37

Side 2
1. We Love You – 3:26
2. Wedding Song – 4:19
3. Blacks/Radio – 6:56
4. Flowers – 4:10

### LP (USA)
Side 1
1. India – 6:21
2. Sister Europe – 5:38
3. Susan's Strange – 3:13
4. Fall – 2:40
5. We Love You – 3:26

Side 2
1. Soap Commercial – 2:53
2. Imitation of Christ – 5:28
3. Pulse – 2:37
4. Wedding Song – 4:19
5. Flowers – 4:10

## Formazione
- Richard Butler – voce
- John Ashton – chitarra
- Roger Morris – chitarra
- Tim Butler – basso
- Vince Ely – batteria
- Duncan Kilburn – sassofono